# Zeritis latifimbriata
Zeritis latifimbriata är en fjärilsart som beskrevs av Sharpe 1890. Zeritis latifimbriata ingår i släktet Zeritis och familjen juvelvingar. Inga underarter finns listade i Catalogue of Life.